# Chris Houston
(en) Statistiques sur pro-football-reference
Christopher Don Houston (né le 18 octobre 1984 à Austin) est un joueur américain de football américain.

## Enfance
Houston étudie à la Mendez Middle School et LBJ High School de sa ville natale d'Austin. Il joue alors au poste de running back et cornerback de l'équipe de football américain de son école.

## Carrière

### Université
Il entre à l'université de l'Arkansas en 2003. Il va jouer pendant quatre ans avec les Razorbacks et après une saison 2006 très bonne de sa part, il décide de ne pas faire sa dernière année universitaire pour entrer dans le draft. Durant ses quatre ans, il fait quatre-vingt-neuf tacles, trois interceptions, trois fumbles provoqués et un touchdown.

### Professionnel
Chris Houston est sélectionné au second tour du draft de la NFL de 2007 par les Falcons d'Atlanta au quarante-et-unième choix. Lors de sa seconde saison à Atlanta, il intercepte sa première passe contre les Chiefs de Kansas City et la retourne en touchdown.
Le 8 mars 2010, Atlanta échange Houston aux Lions de Detroit contre leur sixième choix au Draft de 2010 et leur septième choix au Draft de 2011 de Detroit.

## Palmarès
- Mention Honorable All-American 2006 selon le Pro Football Weekly
- Seconde équipe de la conférence Southeastern 2006 selon l' Associated Press et les entraîneurs